# Zach Nunn
Zachary Martin "Zach" Nunn, född 4 maj 1979 i Story City i Iowa, är en amerikansk politiker (republikan). Han är ledamot av USA:s representanthus sedan 2023.
I kongressvalet 2022 besegrade Nunn sittande kongressledamoten Cindy Axne.